# Nisia dammermani
Nisia dammermani är en insektsart som beskrevs av Frederick Arthur Godfrey Muir 1930. Nisia dammermani ingår i släktet Nisia och familjen Meenoplidae. Inga underarter finns listade i Catalogue of Life.